# Svenska Diabetesförbundet
Svenska Diabetesförbundet bildades i maj 1943 med namnet "Riksförbundet för sockersjuka" och är en patientorganisation för människor med diabetes och deras anhöriga. Riksförbundet uppvaktade regeringen 1948 med förslag på nödvändiga åtgärder. 1955 blev insulin kostnadsfritt i samband med införandet av den allmänna sjukförsäkringen.
Syftet med förbundet är att samla och organisera alla dem som vill förbättra livsvillkoren för personer med diabetes samt närstående och bevaka deras intressen i syfte att minimera konsekvenserna av sjukdomen. Därutöver stöder förbundet forskning och informationsspridning rörande diabetes, bl.a. genom sin egen forskningsfond Diabetesfonden.

## Organisation
Svenska Diabetesförbundet har cirka 24 000 medlemmar i 96 lokalföreningar och 19 länsföreningar. Förbundets kansli ligger i Sundbyberg utanför Stockholm. Förbundet arbetar främst med intressepolitiskt arbete på riksplanet, dvs. mot regering, riksdag och myndigheter. Numera fattas många beslut som har betydelse för målgruppen på EU-nivån, varför en allt större del av arbetet är inriktat mot EU. Förbundet ger ut en egen tidning, "Diabetes", med sex nummer per år och har därutöver mycket bra och lättillgängligt informationsmaterial om diabetes, studiecirkelmaterial m.m.
Det högsta beslutande organet i diabetesförbundet är riksstämman, som hålls vart tredje år. Där är alla lokalföreningar representerade genom sina valda ombud. På stämman väljs en förbundsstyrelse som leder verksamheten mellan stämmorna och fattas andra strategiskt viktiga beslut för verksamheten. Inom förbundet finns för närvarande också två råd som arbetar på förbundsstyrelsens uppdrag. Dels finns ett ungdomsråd, Ung Diabetes, som omfattar alla medlemmar mellan 15 och 30 år, dels finns ett föräldraråd. Ung Diabetes har också en egen hemsida med information om aktiviteter, forum m.m..
Stämmohandlingar och riksstämmoprotokoll finns att läsa på diabetesförbundets hemsida.
Svenska Diabetesförbundet är medlem i Funktionsrätt Sverige, Arbetarnas bildningsförbund, ABF, och Internationella Diabetes Federationen, IDF.